# Оригони, Лия
Лия Оригони (итал. Lia Origoni, 20 октября 1919, Ла-Маддалена, Сардиния — 26 октября 2022, Ла-Маддалена, Сардиния) — итальянская певица.

## Биография
Оригони родилась в Ла-Маддалене, Сардиния, 20 октября 1919 года. Её дядя Джакомино Оригони был актёром первых немых фильмов в Италии. В 1934 году Лия решила сосредоточиться не на своей игре на скрипке, а на своём сопрано по совету другого сардинского певца Бернардо де Муро и писательницы Клелии Гарибальди после того, как она и де Муро спели на концерте, посвящённом жизни итальянского героя Джузеппе Гарибальди.
Оригони давала джазовые концерты в сопровождении пианиста Джулиано Померанца, флейтиста Леонардо Анджелони и гитариста Гульельмо Папарано. В 1939 году она стала первой звездой, подписавшей контракт с фашистской итальянской телекомпанией EIAR, и для записи её выступления был снят фильм. Трансляция была сделана, хотя в то время было только два телевизора, которые могли принимать сигнал. Один из них находился на вилле Торлония, доме Бенито Муссолини.
Театральный дебют Оригони состоялся в Риме на Рождество 1940 года в пьесе Микеле Гальдиери «Когда ты меньше всего ожидаешь этого» с Тото и Анной Маньяни в главных ролях. Позже она сказала, что Гальдиери не нравилась её популярность среди публики, но Тото относился к ней по-отечески, пытаясь защитить её от неприятного поведения.
Во время войны, в 1942 и 1943 годах пела в Берлине и нацистской Германии. Одна из локаций предназначалась для развлечения охранников СС концлагеря Освенцим. Концерт был в феврале 1943 года. Оригони сказала, что отказалась присутствовать в качестве почётного гостя на обеде, устроенном нацистским министром пропаганды Йозефом Геббельсом. Обед прошёл без неё, её стул остался пустым.
В 1947 году её певческие способности подтвердились, когда её наняли для исполнения роли Флоры в опере Джузеппе Верди «Травиата». Спектакль был поставлен Джорджо Стрелером в театре Ла Скала в Милане.
По случаю 100-летия Оригони в 2019 году на её родине прошли специальные торжества. Мэр открыл мемориальную доску и состоялся показ биографического фильма «Лия: Музыка нон-стоп». Фильм был создан сардинцем, который потратил время на восстановление в цифровом виде ранних записей пения Оригони. Итальянский политик Паола Дейана способствовала переименованию в Ла-Маддалене в её честь, отметив, насколько она была известна с 1940-х и 1960-х годов.
Оригони умерла 26 октября 2022 года в возрасте 103 лет.